# Квінт Фабій Максим Рулліан
Квінт Фа́бій Макси́м Рулліа́н (лат. Quintus Fabius Maximus Rullianus; IV століття до н. е.) — видатний військовий та політичний діяч Римської республіки, консул 322, 310, 308, 297 і 295 років до н. е.

## Життєпис
Представник патриціанського роду Фабіїв. Син Марка Фабія Амбуста, консула 360, 356 та 354 років до н. е. У 331 році до н. е. став курульним еділом. Викрив змову дружин, які труїли своїх чоловіків отруйним зіллям.
У 325 році до н. е. став начальником кінноти при диктаторові Луції Папірії Курсорі. У цей час точилася війна із самнітами. На деякий час Папірій повернувся до Риму. Скориставшись з цього Фабій напав на самнітів й розбив їх під Імбрінієм. Тим не менш за порушення наказу Папірій мав намір стратити Фабія. Тільки заступництво родини, сенату та плебсу врятувало життя Квінту Фабію.
322 року до н. Фабія Максима було обрано консулом разом з Луцієм Фульвієм Курвом. Він вів успішну війну в Апулії під час Другої війни з самнітами й повернувся до Риму з величезною здобиччю. За успіхи на війні Фабій отримав тріумф.
У 320 році до н. е. його обрано інтеррексом разом з Марком Валерієм Максимом Корвом для обрання нових консулів. У 315 році до н. е. Фабій став диктатором для війни із самнітами. Він захопив місто Сатикули, але у битві при Лавтулах не зміг досягти повної перемоги над ворогом.
310 року до н. е. став вдруге консулом, разом з Гаєм Марцієм Рутілом Цензоріном. На цій посаді вів війну з етрусками. Спочатку він при місті Сутріумі розбив ворогів, а згодом й союзників етрусків — умбрів. За наказом сенату призначив диктатором Луція Папірія Курсора для допомогу своєму колезі — Гаю Марцію Рутілу Цензоріну. Після цього Фабій також розбив самнітів при Перузії. За всі ці звитяги він отримав черговий тріумф.
У 308 році до н. е. він втретє став консулом разом з Публієм Децієм Мусом. Війну Фабій вів проти самнітів, захопивши їх важливе місто Нуцерію Алфатерську. Після цього завдав рішучої поразки об'єднаним силам марсів та самнітів. У цей час до Лаціуму вдерлися умбри. Фабій Максим, повернувшись назад, у битві при Меланії вщент розбив ворога.
307 року до н. е. Квінта Фабія призначили проконсулом для продовження війни проти самнітів. він цього ж року завдає тяжкої поразки самнітам при Аліфах.
У 304 році до н. е. Квінт Фабій Максим обраний цензором разом з Публієм Децієм Мусом. На цій посаді він скасував розпорядження Аппія Клавдія Цека. Увесь ринковий натовп він поділив на 4 міські триби. Також Фабій запровадив урочистий в'їзд вершників у квінктільські іди.
301 чи 300 року до н. е. його призначив начальником кінноти диктатор Марк Валерій Максим Корв, але він відмовився від посади, тому начальником кінноти призначено Марка Емілія Павла.
У 297 році до н. е. Квінта Фабія вчетверте було обрано консулом, разом з Публієм Децієм Мусом. Головним завданням було здолати самнітів. Спочатку він уклав мир з етрусками, а після цього рушив у Самніум. У битві при Тиферні Фабій завдав поразки ворогові, а згодом захопив місто Циметру.
295 року до н. е. Квінт Фабій вп'яте став консулом, знову разом з Публієм Децієм Мусом. Того ж року він воював з об'єднаними силами галлів та самнітів. У вирішальній битві при Сентині Фабій вщент розбив ворогів, за що отримав ще один тріумф.
У 292 році до н. е. Фабій став легатом при своєму сині Фабії Максимі Гург, який досить невдало воював з самнітами. Рулліан допоміг синові здолати ворога й справити тріумф.

## Родина
- Син Квінт Фабій Максим Гург, консул 292 року до н. е.